# Undernäring

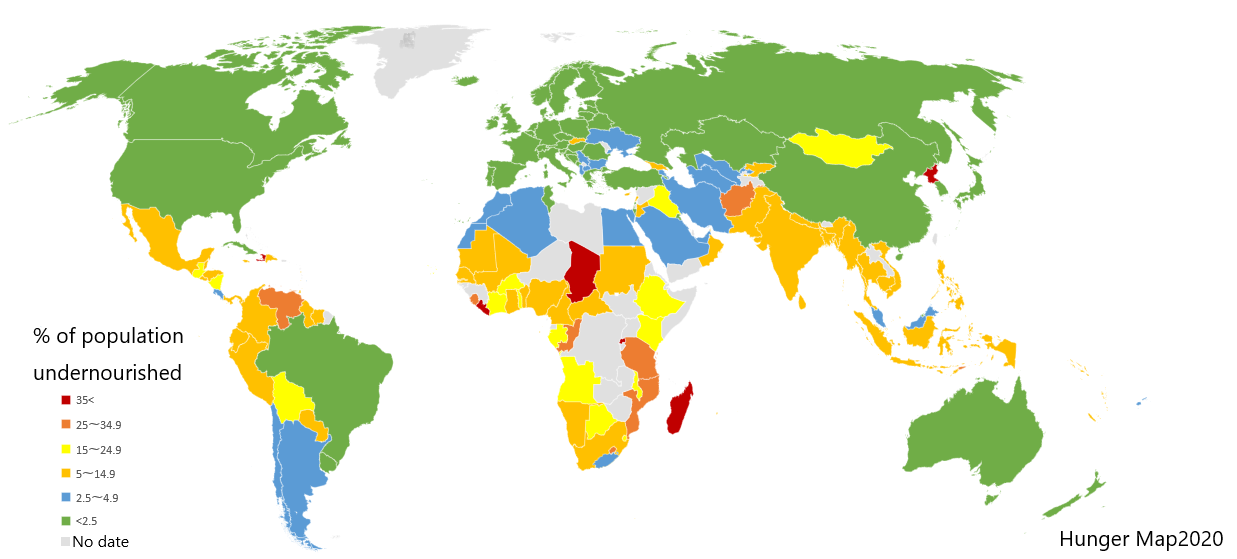
Andel av befolkningen (%) som lider av undernäring.

Undernäring innebär ett otillräckligt upptag av energi för kroppen under en längre tid och kan leda till ohälsa. Undernäring kan vara orsakad av en underliggande sjukdom såsom hepatit, men globalt sett finns orsakerna bland sociala problem som fattigdom och okunskap. Extrem undernäring kallas svält.
Mellan 1970 och 2002 mer än halverades andelen av befolkningen som led av undernäring i världen från 37 procent till 17 procent. Minskningen var en effekt av ekonomisk tillväxt och minskad fattigdom i världen, samtidigt som tekniken och transportmöjligheterna förbättrats. Antalet som lider av hunger och kronisk undernäring började öka igen efter FAO:s mätning 1995-1997 på 825 miljoner. Under 2009 beräknade FAO att över en miljard människor i världen gick hungriga, det största antalet någonsin. Enligt den senaste uppskattningen som FAO gjorde 2010 lider 925 miljoner människor av hunger. Det betyder att det fortfarande är långt kvar till att uppnå FN:s millenniemål 1 om att halvera andelen hungriga till år 2015.

## Bakomliggande orsaker
Svält och undernäring fortsätter att vara ett globalt problem, särskilt i mindre utvecklade länder, där 98 procent av världens undernärda lever. Ökningen av hunger och kronisk undernäring världen över är inte en konsekvens av globalt dåliga skördar utan beror till stor del på den ekonomiska situationen i världen, som har resulterat i lägre inkomster och ökad arbetslöshet. Även variation i priset på livsmedel påverkar. Hunger och kronisk undernäring blir även ofta de kvardröjande effekterna av väpnade konflikter och naturkatastrofer och kräver ett mer långsiktigt arbete.
Vissa miljöaktivister, bland andra Ron Nielsen, menar att världssvälten beror på att jorden är överbefolkad och att vi har nått gränsen för hur många invånare vi kan försörja.
Amartya Sen tilldelades ekonomipriset till Nobels minne år 1998 bland annat för sitt arbete gällande att svält normalt sett inte är en produkt av brist på mat utan på problem i distributionsnätverk och på regeringspolicyer i tredje världen.

## Statistik
Enligt FN:s livsmedels- och jordbruksorganisation (FAO), hade följande länder mer än 5 miljoner undernärda människor (2001–2003):
| Land                          | Antal undernärda (miljoner) |
| ----------------------------- | --------------------------- |
| Indien                        | 212,0                       |
| Kina                          | 150,0                       |
| Bangladesh                    | 43,1                        |
| Demokratiska Republiken Kongo | 37,0                        |
| Pakistan                      | 35,2                        |
| Etiopien                      | 31,5                        |
| Tanzania                      | 16,1                        |
| Filippinerna                  | 15,2                        |
| Brasilien                     | 14,4                        |
| Indonesien                    | 13,8                        |
| Vietnam                       | 13,8                        |
| Thailand                      | 13,4                        |
| Nigeria                       | 11,5                        |
| Kenya                         | 9,7                         |
| Sudan                         | 8,8                         |
| Moçambique                    | 8,3                         |
| Nordkorea                     | 7,9                         |
| Jemen                         | 7,1                         |
| Madagaskar                    | 7,1                         |
| Colombia                      | 5,9                         |
| Zimbabwe                      | 5,7                         |
| Mexiko                        | 5,1                         |
| Zambia                        | 5,1                         |
| Angola                        | 5,0                         |

Tabellen bygger på mått på undernäring som det definieras av FAO och representerar hur många (i medel under 2001–2003) som konsumerar mindre än minimienergin som krävs för medelpersonen för att hålla sig i god hälsa vid lätt fysisk aktivitet. Det är en konservativ indikator som inte tar med i beräkningen årstidsvariationer, hård fysisk belastning och de interindividuella skillnader som finns när det gäller energibehov.

## Hungersnöd
Hungersnöd, ibland kallat massvält, en mer omfattande brist på mat inom ett geografiskt område, orsakad av krig, missväxt, klimatkatastrofer, epidemier och annat. Hungersnöden har varit ett återkommande historiskt fenomen. Ett av de mest kända fallen av hungersnöd i modern tid är den i Biafra 1970. Under 2011 rådde hungersnöd på Afrikas horn.

## Bristsjukdomar
Undernäring kan leda till olika former av bristsjukdomar. 

### Brist på makronutrienter
Makronutrienter som fett, kolhydrater och proteiner ger bland annat upphov till nedanstående tillstånd.

#### Kwashiorkor
Kwashiorkor är vanligt vid hungersnöd då man får i sig en proteinfattig kost. Brist på de essentiella aminosyrorna gör att musklerna förtvinar och minskad halt av protein i blodet leder till ödem. De uppsvällda bukarna som ses vid Kwashiorkor beror på ödembildning i bukhålan.

#### Marasm
Marasmer är en "balanserad svält" där man lider brist på både energi och protein.
Svaghet, håravfall, rynkig hud på grund av att underhudsfettet försvinner är tidiga symptom. Dödsfallen beror på infektionskänslighet till följd av nedsatt immunförsvar, blodbrist och hjärtsvikt.

#### Kakexi
Kakexi är undernäring på grund av bristande aptit på grund av allmänt dålig hälsa. Det är vanligt förekommande i avancerad cancer och i livets slutskede. Den bristande aptiten beror på en underliggande inflammation och att vissa cytokiner (TNF-alfa, IL-6 och INF-gamma) påverkar hungern, bland annat via hungerscentrum i hypotalamus.

### Brist på mikronäringsämnen
Mikronäringsämnen är ämnen som vi behöver i små kvantiteter för att kroppen skall fungera optimalt, dessa är främst vitaminer och mineraler. Brist på dessa ämnen leder ofta till försämrad produktion av blod (anemi) och påverkade slemhinnor. Nedan följer en lista på några vanliga bristsjukdomar till följd av brist på vitaminer och mineraler:
| Ämne man har brist på | Bristtillstånd   |
| --------------------- | ---------------- |
| C-vitamin             | Skörbjugg        |
| A-vitamin             | Nattblindhet     |
| D-vitamin             | Osteomalaci      |
| Folat                 | Folatbrist/Anemi |
| Tiamin (B1)           | Beriberi         |
| Niacin (B3)           | Pellagra         |
| Kobalamin (B12)       | B12-brist        |

| Ämne man har brist på | Bristtillstånd  |
| --------------------- | --------------- |
| Järn                  | Järnbrist/Anemi |
| Jod                   | Jodbrist        |
| Zink                  | Zinkbrist       |
| Magnesium             | Magnesiumbrist  |
| Koppar                | Kopparbrist     |
| Kalcium               | Hypokalcemi     |
| Kalium                | Hypokalemi      |
| Natrium               | Hyponatremi     |

## Undernäring på grund av ätstörningar
Ätstörningar är ett samlingsnamn på ett antal psykiska sjukdomar som visar sig genom skadliga beteendemönster för ätande, och som kan leda till undernäring och död. De två vanligaste är:
- Anorexia nervosa
- Bulimia nervosa